# Lardon (presse écrite)
Pour les articles homonymes, voir Lardon.
Le lardon est, à la fin du XVIIe siècle, un écrit politique et satirique, glissé clandestinement dans une gazette ou un ouvrage imprimé. Dirigé contre l'absolutisme français, ce libelle est en général réalisé hors du royaume de France, principalement en Hollande.
L'auteur de lardons est appelé un lardonnier.

## Historique
Désignés également sous le nom de « cahiers volants », les lardons connaissent une grande vogue, en France, entre 1680 et 1700. Leur apparition coïncide avec la persécution des communautés protestantes et culmine après l'édit de Fontainebleau (1685), acte de révocation définitive de l'édit de Nantes.
Rédigés sur un mode comique et railleur, ces écrits ont d'abord pour auteurs ou pour instigateurs des protestants ayant fui le royaume. Ceux-ci étant réfugiés pour la plupart en Hollande, ce pays devient le principal centre d'émission de lardons. Ces pamphlets alimentent le discours anti-absolutiste, décrivant Louis XIV comme un « monstre », un « tyran », un « nouveau Nabuchodonosor ».
Pour contrer cette activité subversive, le marquis de Vauban crée un corps d'« anti-lardonniers », écrivains dévoués à la monarchie et aptes à rédiger de faux lardons favorables au régime.

## Étymologie
Le terme de lardon apparaît dès le XVIe siècle et désigne à l'époque un sarcasme dont on « larde » un adversaire. En 1763, le Dictionnaire de Trévoux note que le mot s'applique ultérieurement au feuillet porteur de cette moquerie : « on l'a ainsi appelé parce qu'il renferme ordinairement quelque piquante raillerie ».
La métaphore culinaire est renforcée par la forme de l'objet lui-même : le feuillet se présente sous un format oblong et il est glissé dans les gazettes qui s'en trouvent ainsi « lardées ».
Du fait de sa présentation en feuille volante, le lardon ne doit pas être confondu avec la gazette à plusieurs feuilles, même s'il s'agit également — comme la Gazette de Hollande — d'un imprimé subversif, imprimé à l'étranger et introduit clandestinement en France. Vauban fait lui-même la différence et préconise de créer des anti-lardonniers et des anti-gazetiers.